# Hydragate
Hydragate is het tweede studioalbum van de band S.A.W., een opsomming van de musici daaruit Robert Waters, Kurt Ader en Johannes Schmoelling en in dit geval ook Andreas Merz.

## Inleiding
Het album werd opgenomen in vier geluidsstudio’s waarbij de vraag rijst of de heren elkaar wel gezien hebben tijdens de opnamen of dat er werd gebruikt werd van elektronisch verkeer via het internet. Schmoelling is de oudgediende hier, want hij was al op de grens van 1979 en 1980 actief in Tangerine Dream (TD). Fans van zowel Schmoelling en TD horen ook op dit album in sommige nummers de inbreng van Schmoelling in TD terug (Surface illusions en Hydragate). In Surface illusions komt ook de klassieke opleiding van Schoelling terug; het heeft een opbouw in sonatevorm afgesloten met een coda. Ook in Masters of time wordt teruggegrepen op de elektronische muziek uit de jaren zeventig.
Het album laat een mengeling horen van ambient, Berlijnse School voor elektronische muziek en filmische sfeermuziek. Dat laatste komt door de inbreng van Kurt Ader, die klankontwerper is bij diverse bands zoals Dream Theater, Nightwish en Enigma. Ook zat hij achter de geluiden van de Korg Kronos 2-apparatuur.
Het album werd uitgegeven via Made in Germany (MIG), ooit opgezet door elektronicapionier Klaus Schulze.  

## Musici
- Johannes Schmoelling, Kurt Ader, Robert Waters en Andreas Merz – modulaire en digitale synthesizers, elektronica, samples, drummachines

## Muziek
| Nr. | Titel              | Duur |
| --- | ------------------ | ---- |
| 1.  | Distant memories   | 4:47 |
| 2.  | Surface illusions  | 5:38 |
| 3.  | Sphere             | 6l16 |
| 4.  | Stop and go        | 3:58 |
| 5.  | Hydragate          | 5:40 |
| 6.  | Whispering colours | 4:37 |
| 7.  | Master of time     | 5:57 |
| 8.  | Falling down       | 4;24 |
| 9.  | Human greed        | 4;14 |
| 10. | Inside out         | 6:11 |